# Pastís de formatge

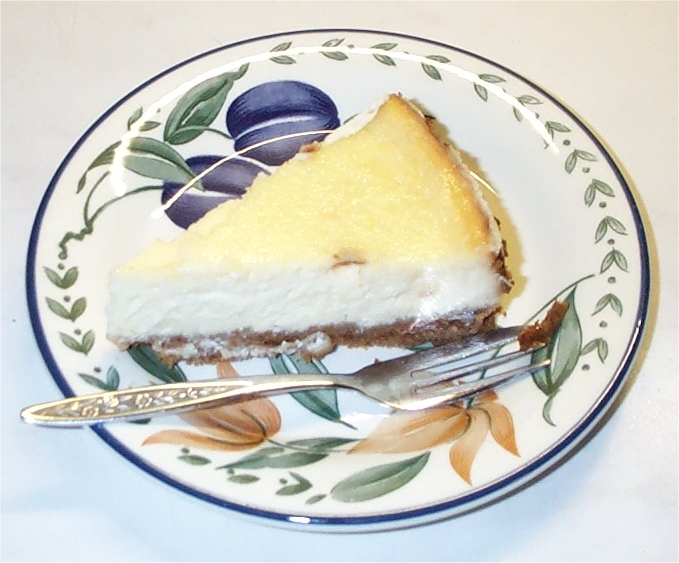
Tall de pastís de formatge

Un pastís de formatge són unes postres de textura llisa fetes de formatge fresc, llet, sucre, ous i farina. Tots aquests ingredients es barregen, es col·loquen sobre una base de galetes moltes i s'enforna durant, aproximadament, 45 minuts per coure'l. També certs tipus de saboritzants (vainilla o xocolata) i baies (maduixes, móres, nabius, etc.) hi poden ser afegits.

## Galeria

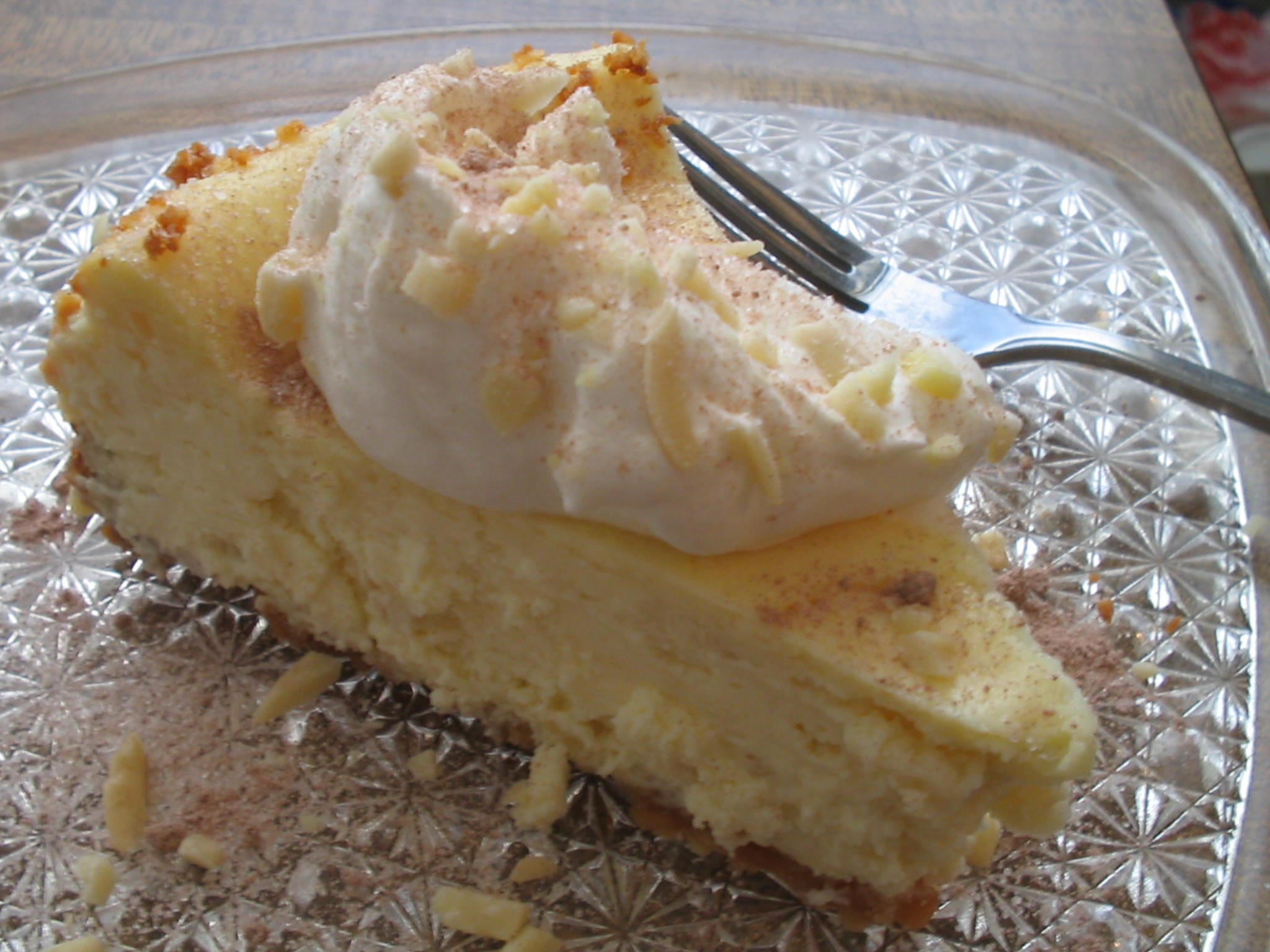
Pastís de formatge amb ametlles.
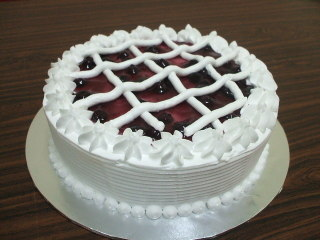
Pastís de formatge amb nabius.
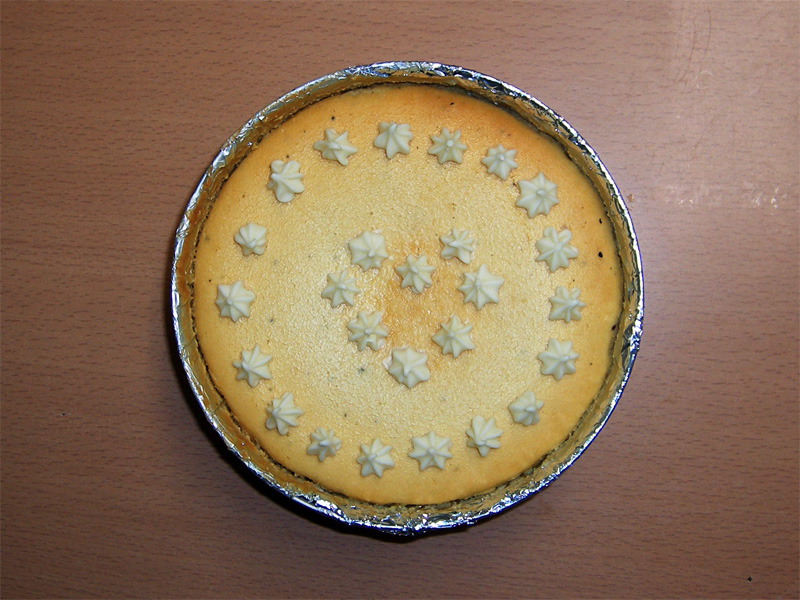
Pastís de formatge japonès.
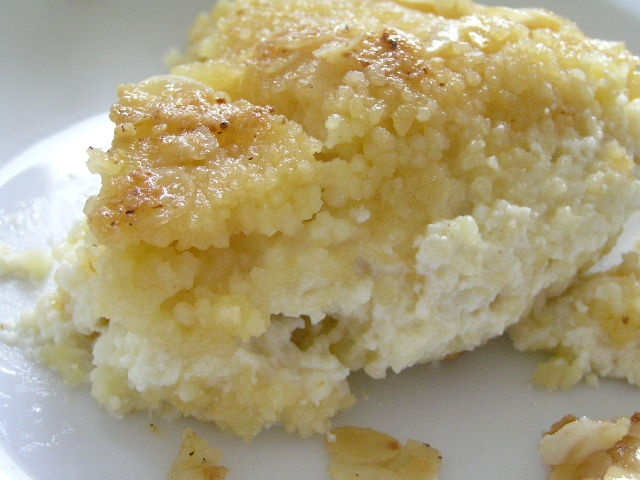
Pastís de formatge amb cuscús.